# Danielle Steel
Danielle Fernande Dominique Schuelein-Steel (New York, 1947. augusztus 14. –) amerikai írónő. Napjaink egyik legnépszerűbb szerzője.

## Élete
Édesanyja Norma da Câmara, egy portugál diplomata lánya, édesapja John Schuelein-Steel, német származású, a Löwenbräu sörgyáros család leszármazottja. Gyerekkorának nagy részét Franciaországban töltötte, ahol egészen kicsi korától kezdve részt vett szülei estélyein, így lehetősége volt megfigyelni a gazdag és híres emberek életvitelét, szokásait.
Hétéves korában szülei elváltak, ekkor Amerikába költözött apjával. A New York Egyetemre (Parsons School of Design) járt és divattervezőnek készült, ám a stressztől gyomorfekélyt kapott. Eleinte reklámszövegíróként dolgozott, majd egy San Franciscó-i PR-cég alkalmazottja lett.
Danielle első könyvét 20 éves korában írta. Általában egyszerre több könyvön is dolgozik, nem csoda, hogy ilyen termékeny. Könyveiből eddig 570 millió példány talált gazdára, 47 országban olvassák, 28 nyelvre fordították le műveit. Az Ékszerek (1993) című könyvéből készült filmet két Golden Globe-díjra is jelölték, ám a díjat végül nem nyerte el a négyórás alkotás. A könyvek mellett kiadott egy verseskötetet is, Love: Poems by Danielle Steel címmel.
Danielle ötször ment férjhez: először 18 éves korában, egy francia bankárhoz, Claude-Eric Lazardhoz, akinek egy év múlva lányt szült, Beatrixot. Kilencévnyi házasság után elváltak, ekkor jelent meg első könyve: Hazatérés. Másodjára a heroinfüggő Bill Toth felesége lett, de mint az előző, ez a házasság sem tartott sokáig, mindössze két évig. Ebből a házasságból nyolc hónapos terhesen lépett ki.
1981-ben hozzáment John Traina borkereskedőhöz. Danielle adoptálta John két fiát, Trevort és Toddot. Ezt követően öt közös gyermekük született: Samantha, Victoria, Vanessa, Maxx és Zara. Amikor már azt hitte, hogy végre megtalálta a boldogságot, akkor került nyilvánosságra, hogy Danielle fiát, Nick Trainát adoptálták, és vér szerinti apja Bill Toth. Nick nem örült, hogy mindez kiderült, mert nem akarta, hogy kistestvérei rájöjjenek, hogy John nem az apja, és hogy ő nem édestestvérük.
Mivel Nick mániákus depresszióban szenvedett, ez nem volt jó hatással az egészségére. Már korábban is volt drogokkal dolga, és most ismét kábítószerhez nyúlt. Végül öngyilkos lett, 19 évesen halt meg. Hullócsillagom című könyvében édesanyja fia életét meséli el. A sok stressz miatt, amit egyrészt Nick betegsége okozott, másrészt nagyon elhidegültek egymástól és ezért tönkrement a házasságuk Johnnal, majd elváltak. Ennek történetét a Gyalázat című könyvében írta meg.
Danielle ötödször is férjhez ment, 1998 márciusában, ezúttal egy bankárhoz, Tom Perkinshez, akitől két év múlva, 1999 augusztusában el is vált, de barátságuk azóta is megmaradt. Ebből a kapcsolatból A klón és én címmel készült könyv. Házasságaiból hét gyermeke született, és két nevelt gyermeke is van.

## Karrier
1988 szeptemberében Zoya című könyve a Delacorte Press kiadásában jelent meg, és egyből a The New York Times valós bestseller-listájának élére ugrott. 1989-ben bekerült a Rekordok könyvébe, mert könyvei a New York Times bestsellerlistáján folyamatosan 390 hétig szerepeltek. 2002-ben kitüntetést kapott a francia kormánytól, a világ művészetéhez való hozzájárulásért. Az íráson kívül saját parfümöt jelentetett meg a nevével fémjelezve. Galériájával támogatja a művészeket.
Egyik alapítványa, a Nick Traina Alapítvány mentálisan sérült, ill. rossz bánásmódban részesült fiatalokat támogat, amelynek névadója fiatalon elhunyt fia. Másik alapítványa a hajléktalanok megsegítésére jött létre.

## Művei

### Regények
1. Hazafelé (Hazatérés) (Going Home, 1973)
2. Megváltó szerelem (Passion's Promise/Golden Moments, 1977)
3. Erőszakkal vádolva (Jóban és rosszban) (Now And Forever, 1978)
4. Ígéret/Az adott szó (Az igaz szerelem) (The Promise, 1978)
5. Szenvedély (Season Of Passion, 1979)
6. Szerelmes nyárutó (Summer's End, 1979)
7. A gyűrű (Az aranyhajú lány) (The Ring, 1980)
8. Palomino (Palomino, 1981)
9. Tudok még szeretni (Örökre szeretni foglak /Isabella) (To Love Again, 1981)
10. Emlékezés (Míg a halál el nem választ)(Remembrance, 1981)
11. Szerelem (Loving, 1981)
12. Egyszer az életben (Once In A Lifetime, 1982)
13. Keresztutak (Crossings, 1982)
14. Egy tökéletes idegen (Váratlan szerelem) (A Perfect Stranger, 1983)
15. Újra jön a szerelem (Thurston House, 1983)
16. Vele vagy nélküle (Changes, 1983)
17. A kör bezárul (Full Circle, 1984)
18. Családi album (Halhatatlan szerelem/Szerelmem Hollywood) (Family Album, 1985)
19. Titkok (Secrets, 1985)
20. Kalandvágy (Wanderlust, 1986)
21. A sors kereke (Fine Things, 1987)
22. Kaleidoszkóp (Kaleidoscope, 1987)
23. Zoya (Hercegnő) (Zoya, 1988)
24. A sztár (Star, 1989)
25. Apu (Az élet megy tovább) (Daddy, 1989)
26. Saigon (Szerelem a halál árnyékában) (Message From Nam, 1990)
27. Szívdobbanás (Heartbeat, 1991)
28. Erősebb a szeretetnél (A legdrágább kincs) (No Greater Love, 1991)
29. Ékszerek (Jewels, 1992)
30. Áldott teher (Mixed Blessings, 1992)
31. Eltűnt! (Vanished, 1993)
32. Baleset (Accident, 1994)
33. A legszebb ajándék (The Gift, 1994)
34. Szárnyak (Wings, 1994)
35. Derült égből (Lightning, 1995)
36. Öt nap Párizsban (Five Days In Paris, 1995)
37. Gyalázat (Malice, 1996)
38. Ha a háborúnak vége (Silent Honor, 1996)
39. A birtok (Várnak rád a hegyek) (The Ranch, 1997)
40. Égi küldemény (Special Delivery, 1997)
41. A szellem (The Ghost, 1997)
42. Hosszú az út hazáig (The Long Road Home, 1998)
43. A klón és én (The Klone and I, 1998)
44. Hullócsillagom (His Bright Light, 1998)
45. Tükörkép (Mirror Image, 1998)
46. Keserédes (Bittersweet, 1999)
47. A cár balerinája (Granny Dan, 1999)
48. Ellenállhatatlan erők (Irresistible Forces, 1999)
49. Az esküvő (The Wedding, 2000)
50. Ház a Remény utcában (The House On Hope Street, 2000)
51. Utazás (Journey, 2000)
52. Magányos sas (Lone Eagle, 2001)
53. Ugrás a sötétbe (Leap Of Faith, 2001)
54. A csók (The Kiss, 2001)
55. Az Udvarház (The Cottage, 2002)
56. Naplemente Saint Tropez-ban (Sunset in St. Tropez, 2002)
57. Meghallgatott imádságok (Answered Prayers, 2002)
58. Randevú a reménnyel (Dating Game, 2003)
59. Johnny angyal (Johnny Angel, 2003)
60. Biztos menedék (Safe Harbour, 2003)
61. Váltságdíj (Ransom, 2004)
62. Második esély (Second Chance, 2004)
63. Visszhangok (Echoes, 2004)
64. Nem lehet (Impossible, 2005)
65. Csoda (Miracle, 2005)
66. Szerelmes agglegények (Toxic Bachelors, 2005)
67. A ház (The House, 2006)
68. Az első bál (Coming Out, 2006)
69. Fenség (H.R.H., 2006)
70. Nővérek (Sisters, 2007)
71. A kettes lakosztály (Bungalow 2, 2007)
72. Csodálatos kegyelem (Amazing Grace, 2007)
73. Becsüld önmagad! (Honor Thyself, 2008)
74. Az igazi (Rogue, 2008)
75. Egy rendkívüli nő (A Good Woman, 2008)
76. Eljön az a nap (One Day at a Time, 2009)
77. Veszélyes szerelem (Matters Of The Heart, 2009)
78. A Dél ajándéka (Southern Lights, 2009)
79. Kakukktojás (Big Girl, 2010)
80. Családi kötelékek (Family Ties, 2010)
81. Örökség (Legacy, 2010)
82. Charles Street 44 (44 Charles Street, 2011)
83. Boldog születésnapot! (Happy Birthday, 2011)
84. Hotel Vendôme (Hotel Vendôme, 2011)
85. Árulás (Betrayal, 2012)
86. Örök barátok (Friends Forever, 2012)
87. Anyák vétkei (The Sins of the Mother, 2012)
88. A remény ajándéka (A Gift of Hope, 2013)
89. Az idők végezetéig (Until the End of Time, 2013)
90. Első látásra (First Sight, 2013)
91. Színtiszta öröm – Szeretett kutyáink (Pure Joy – The Dogs We Love, 2013)
92. Győztesek (Winners, 2013)
93. Hatalmi játszma (Power Play, 2014)
94. Egy tökéletes élet (A Perfect Life, 2014)
95. Pegazus (Pegasus, 2014)
96. A tékozló fiú (Prodigal Son, 2015)
97. Country (Country, 2015)
98. Rejtőzködve (Undercover, 2015)
99. Becses ajándékok (Precious Gifts, 2015)
100. Blue (Blue, 2016)
101. Egy nemes hölgy hagyatéka (Property of a Noblewoman, 2016)
102. Az apartman (The Apartment, 2016)
103. Varázslat (Magic, 2016)
104. Vad víz (Rushing Waters, 2016)
105. A kitüntetés (The Award, 2016)
106. A szerető (The Mistress, 2017)
107. Veszélyes játszmák (Dangerous Games, 2017)
108. Mindennek ellenére (Against All Odds, 2017)
109. A hercegnő (The Duchess, 2017)
110. A megfelelő idő (The Right Time, 2017)
111. Tündérmese (Fairytale, 2017)
112. Múlhatatlan (Past Perfect, 2017)
113. Kisemmizve (Fall from Grace, 2018)
114. A helyzet magaslatán (Accidental Heroes, 2018)
115. A stáb (The Cast, 2018)
116. Nemes harc (The Good Fight, 2018)
117. Apja nyomdokában (In His Father's Footsteps, 2018)
118. A kastély (Beauchamp Hall, 2018)
119. Fordulópont (Turning Point, 2019)
120. Csendes éj (Silent Night, 2019)
121. Áldás álruhában (Blessing in Disguise, 2019)
122. Elveszítve és megtalálva (Lost and Found, 2019)
123. A sötét oldal (The Dark Side, 2019)
124. Gyerekjáték (Child's Play, 2019)
125. Kém (Spy, 2019)
126. Erkölcsi iránytű (Moral Compass, 2020)
127. Számjáték (The Numbers Game, 2020)
128. Az esküvői ruha (The Wedding Dress, 2020)
129. Apa lányai (Daddy's Girls, 2020)
130. Royal (Royal, 2020)
131. Még nincs magyar címe (Expect a Miracle: Quotations to Live and Love by, 2020)
132. Minden, ami csillog (All That Glitters, 2020)
133. Szomszédok (Neighbors, 2021)
134. A viszony (The Affair, 2021)
135. Ashley nyomában (Finding Ashley, 2021)
136. Kilenc élet (Nine Lives, 2021)
137. Bonyodalmak (Complications, 2021)
138. A komornyik (The Butler, 2021)
139. Repülő angyalok (Flying Angels, 2021)
140. Láthatatlan (Invisible, 2022)
141. Komoly kockázatok (High Stakes, 2022)
142. Gyönyörű (Beautiful, 2022)
143. Gyanúsítottak (Suspects, 2022)
144. Még nincs magyar címe (The Challenge, 2022)
145. Még nincs magyar címe (The High Notes, 2022)
146. Még nincs magyar címe (The Whittiers, 2022)
147. Még nincs magyar címe (Without a Trace, 2023)
148. Még nincs magyar címe (Worthy Opponents, 2023)
149. Még nincs magyar címe (The Wedding Planner, 2023)
150. Még nincs magyar címe (Palazzo, 2023)
151. Még nincs magyar címe (Happiness, 2023)
152. Még nincs magyar címe (Second Act, 2023)
153. Még nincs magyar címe (The Ball at Versailles, 2023)
154. Még nincs magyar címe (Upside Down, 2024)
155. Még nincs magyar címe (Never Too Late, 2024)
156. Még nincs magyar címe (Only the Brave, 2024)
157. Még nincs magyar címe (Resurrection, 2024)
158. Még nincs magyar címe (Joy, 2024)
159. Még nincs magyar címe (Triangle, 2024)
160. Még nincs magyar címe (Trial by Fire, 2024)
161. Még nincs magyar címe (Never Say Never, 2025)
162. Még nincs magyar címe (Far From Home, 2025)
163. Még nincs magyar címe (A Mind of Her Own, 2025)
164. Még nincs magyar címe (A Mother's Love, 2025)
165. Még nincs magyar címe (For Richer or For Poorer, 2025)
166. Még nincs magyar címe (The Portrait, 2025)
167. Még nincs magyar címe (The Color of Hope, 2025)
168. Még nincs magyar címe ( The Devil's Daughter, 2026)
169. Még nincs magyar címe ( Felicia's Favorites, 2026)

Regényei közül eddig huszonhármat filmesítettek meg:
1. Jóban és rosszban (1983)
2. Keresztutak (mini sorozat) (1986)
3. Kaleidoszkóp (1990)
4. A sors kereke (1990)
5. Apu (1991)
6. Második esély (1991)
7. Palomino (1991)
8. Titkok (1992)
9. Drágakövek (1992)
10. Szívdobbanás (1993)
11. Sztár (1993)
12. Szerelem a halál árnyékában (1993)
13. Váratlan szerelem (1994)
14. Egyszer az életben (1994)
15. Családi album (1994)
16. Az eltűnt (1995)
17. Áldott teher (1995)
18. Zoya (1995)
19. Csak a szerelem számít (Teljes kör) (1996)
20. Emlékezés (1996)
21. A gyűrű (1996)
22. Erősebb a szerelemnél (1996)
23. Biztos kikötő (2007)

### Gyermekkönyvek
Max & Martha sorozat
- Martha's New Daddy (1989)
- Max and the Babysitter (1989)
- Martha's Best Friend (1989)
- Max's Daddy Goes to the Hospital (1989)
- Max's New Baby (1989)
- Martha's New School (1989)
- Max Runs Away (1990)
- Martha's New Puppy (1990)
- Max and Grandma and Grampa Winky (1991)
- Martha and Hilary and the Stranger (1991)

Freddie sorozat
- Freddie's Trip (1992)
- Freddie's First Night Away (1992)
- Freddie and the Doctor (1992)
- Freddie's Accident (1992)

### Képeskönyv
- The Happiest Hippo in the World (2009)[7][8]

## Magyarul
- Szerelmem Hollywood; ford. Veszprémi György; Primo, Budapest, 1989
  - (Családi album címen is)
- Hazafelé; ford. Keszthelyi Klára; Mars, Budapest, 1990 (Vénusz könyvek)
- A sors kereke. Regény; ford. László Zsófia; Árkádia, Budapest, 1990
- Zoya; ford. Láskai Rea; Victoria, Pécs, 1991
  - (Hercegnő címen is)
- Kalandvágy. Regény; ford. László Zsófia; Árkádia, Budapest, 1991
- Szenvedély; ford. Vas Júlia; Tulipán, Budapest, 1992
- Váratlan szerelem; ford. Vadász Gyula; JLX, Budapest–Los Angeles, 1992
  - (Egy tökéletes idegen címen is)
- Vele vagy nélküle; ford. Dezsényi Katalin; Európa, Budapest, 1992
- Keresztutak; ford. Szántó Judit; Fabula, Budapest, 1992
- Az élet megy tovább; ford. Szántó Judit; Fabula, Budapest, 1992
  - (Apu. Az élet megy tovább címen is)
- Szerelem; ford. Fehér Katalin; Rege–Maecenas, Budapest, 1992
- Saigon; ford. Losonci Gábor; Victoria, Pécs, 1992
- A sztár; ford. Tótisz András; Fabula, Budapest, 1992
- Titkok; ford. Fencsik Flóra; Rege–Maecenas, Budapest, 1992
- Tudok még szeretni; ford. Földes Gábor; Bembo, Budapest, 1992
  - (Örökre szeretni foglak címen is)
- A gyűrű; ford. Ocsovainé Kaán Judit, Simó György, Valló Zsuzsa; Sierra, Budapest, 1992 (Világsiker)
  - (Az aranyhajú lány címen is)
- Erősebb a szerelemnél; ford. Simó György; Sierra, Budapest, 1992 (Világsiker)
  - (A legdrágább kincs; Erősebb a szeretetnél címen is)
- Max megszökik; ford. Szentgyörgyi Emília; JLX, Budapest–Los Angeles, 1993
- Az igaz szerelem; ford. Varga Orsolya; Merényi, Budapest, 1993
  - (Az adott szó; Ígéret címen is)
- Áldott teher; ford. Végh István; Maecenas, Budapest, 1993
- Palomino; ford. Siklós Márta; Fabula, Budapest, 1993
- Kaleidoszkóp; ford. Kozma Zsolt; Maecenas International, Budapest, 1993
- Erőszakkal vádolva; ford. Gálvölgyi Judit; Fabula, Budapest, 1993
- Ékszerek; ford. Losonci Gábor; Victoria, Pécs, 1993
- Szívdobbanás; ford. Dezsényi Katalin; Európa, Budapest, 1993
- Újra jön a szerelem; ford. M. Szabó Csilla; Fabula, Budapest, 1993
- Egyszer az életben; ford. Dezsényi Katalin; Európa, Budapest, 1993
- Emlékezés; ford. F. Nagy Piroska; Pannon, Budapest, 1993
  - (Míg a halál el nem választ címen is)
- Ígéret; ford. Varga Orsolya; Pannon, Budapest, 1993
  - (Az igaz szerelem; Az adott szó címen is)
- Szerelmes nyárutó; ford. Szuhay-Havas Ervin; Maecenas International, Budapest, 1993
- Martha legjobb barátnője; ford. Szentgyörgyi Emília; JLX, Budapest, 1993
- Megváltó szerelem; ford. Dezsényi Katalin; Európa, Budapest, 1994
- Eltűnt!; ford. F. Nagy Piroska; Maecenas, Budapest, 1994
- Baleset; ford. Puszta Dóra; Maecenas, Budapest, 1994
- Örökre szeretni foglak; ford. Földes Gábor; Fátum-ars–ILK, Budapest, 1994
  - (Tudok még szeretni címen is)
- Hercegnő; ford. Láskai Rea; Victoria, Pécs, 1994
  - (Zoya címen is)
- Családi album; ford. Veszprémi György; Primo, Budapest, 1994
  - (Szerelmem Hollywood címen is)
- Apu. Az élet megy tovább; ford. Szántó Judit; Fabula, Budapest, 1995
  - (Az élet megy tovább címen is)
- A legszebb ajándék; ford. Dezsényi Katalin; Magyar Könyvklub, Budapest, 1995
- Szárnyak; ford. Balogh Mariann; Maecenas, Budapest, 1995
- Derült égből; ford. Roby Tiallac [Kállai Tibor]; Maecenas Könyv Budapest, Budapest, 1995
- Gyalázat; ford. Sóvágó Katalin; Maecenas Könyv Budapest, Budapest, 1996
- Az aranyhajú lány; ford. Ocsovainé Kaán Judit, Simó György, Valló Zsuzsa; Sierra, Budapest, 1996 (Bestseller sorozat)
  - (A gyűrű címen is)
- Öt nap Párizsban; ford. Sóvágó Katalin; Maecenas Könyv Budapest, Budapest, 1996
- Míg a halál el nem választ; ford. F. Nagy Piroska; Pannon, Budapest, 1996 (Sikerkönyvek sorozat)
  - (Emlékezés címen is)
- Ha a háborúnak vége; ford. Nagy Kornélia; Magyar Könyvklub, Budapest, 1997
- Várnak rád a hegyek; ford. Sóvágó Katalin; Maecenas Könyv Budapest, Budapest, 1997
  - (A birtok címen is)
- Égi küldemény; ford. Sóvágó Katalin; Maecenas Könyv Budapest, Budapest, 1997
- A legdrágább kincs; ford. Simó György; Sierra, Budapest, 1997 (Bestseller sorozat)
  - (Erősebb a szerelemnél; Erősebb a szeretetnél címen is)
- Az adott szó; ford. Varga Orsolya; Merényi, Budapest, 1998 
  - (Ígéret; Az igaz szerelem címen is)
- A szellem; ford. Sóvágó Katalin; Maecenas Könyv Budapest, Budapest, 1998
- Hosszú az út hazáig; ford. Sóvágó Katalin; Maecenas Könyv Budapest, Budapest, 1998
- A klón és én; ford. Bánki Bálint; Maecenas Könyv Budapest, Budapest, 1998
- Hullócsillagom. Fiam, Nick Traina élete és halála; ford. Bánki Bálint; Maecenas, Budapest, 1999
- A kör bezárul; ford. Sóvágó Katalin; Maecenas Könyv Budapest, Budapest, 1999
- Tükörkép; ford. Roby Tiallac; Maecenas Könyv Budapest, Budapest, 1999
- Keserédes; ford. Roby Tiallac [Kállai Tibor]; Maecenas, Budapest, 1999
- Ellenállhatatlan erők; ford. Roby Tiallac [Kállai Tibor]; Magyar Könyvklub, Budapest, 2000
- A cár balerinája; ford. Sóvágó Katalin; Maecenas, Budapest, 2000
- Az esküvő; ford. Sóvágó Katalin; Maecenas, Budapest, 2000
- Magányos sas; ford. Komáromy Rudolf; Maecenas, Budapest, 2001
- Utazás; ford. M. Szabó Csilla; Maecenas, Budapest, 2001
- Ház a Remény utcában; ford. M. Szabó Csilla; Maecenas, Budapest, 2001
- Családi album; ford. Szaffkó Péter; Maecenas, Budapest, 2002
  - (Szerelmem Hollywood; Halhatatlan szerelem címen is)
- Naplemente Saint Tropez-ban; ford. Sóvágó Katalin; Maecenas, Budapest, 2002
- Ugrás a sötétbe; ford. Gálvölgyi Judit; Maecenas, Budapest, 2002
- A csók; ford. Sóvágó Katalin; Maecenas, Budapest, 2002
- Erősebb a szeretetnél; ford. Simó György; Maecenas, Budapest, 2003 
  - (Erősebb a szerelemnél; A legdrágább kincs címen is)
- Randevú a reménnyel; ford. F. Nagy Piroska; Maecenas, Budapest, 2003
- Az udvarház; ford. Sóvágó Katalin; Maecenas, Budapest, 2003
- Meghallgatott imádságok; ford. Komáromy Dániel; Maecenas, Budapest, 2003
- Egy tökéletes idegen; ford. Vadász Gyula; Maecenas, Budapest, 2003 
  - (Váratlan szerelem címen is)
- A birtok; ford. Sóvágó Katalin; Maecenas, Budapest, 2003 
  - (Várnak rád a hegyek címen is)
- Biztos menedék; ford. Komáromy Dániel; Maecenas, Budapest, 2004
- Johnny Angyal; ford. Komáromy Rudolf; Maecenas, Budapest, 2004
- Váltságdíj; ford. Varga Monika; Maecenas, Budapest, 2004
- Nem lehet; ford. F. Nagy Piroska; Maecenas, Budapest, 2005
- Második esély; ford. Sóvágó Katalin; Maecenas, Budapest, 2005
- Visszhangok; ford. Sóvágó Katalin; Maecenas, Budapest, 2005
- A ház; ford. F. Nagy Piroska; Maecenas, Budapest, 2006
- Szerelmes agglegények; ford. Sóvágó Katalin; Maecenas, Budapest, 2006
- Csoda; ford. Varga Monika; Maecenas, Budapest, 2006
- Nővérek; ford. F. Gyökös Eleonóra; Maecenas, Budapest, 2007
- Fenség; ford. F. Nagy Piroska; Maecenas, Budapest, 2007
- Az első bál; ford. F. Nagy Piroska; Maecenas, Budapest, 2007
- Becsüld önmagad!; ford. Sóvágó Katalin; Maecenas, Budapest, 2008
- Csodálatos kegyelem; ford. F. Nagy Piroska; Maecenas, Budapest, 2008
- A kettes lakosztály; ford. F. Nagy Piroska; Maecenas, Budapest, 2008
- Eljön az a nap; ford. F. Nagy Piroska; Maecenas, Budapest, 2009
- Az igazi; ford. F. Nagy Piroska; Maecenas, Budapest, 2009
- Egy rendkívüli nő; ford. F. Gyökös Eleonóra; Maecenas, Budapest, 2009
- A Dél ajándéka; ford. F. Gyökös Eleonóra; Maecenas, Budapest, 2010
- Veszélyes szerelem; ford. F. Nagy Piroska; Maecenas, Budapest, 2010
- Kakukktojás; ford. Sóvágó Katalin; Maecenas, Budapest, 2010
- Charles street 44; ford. Sóvágó Katalin; Maecenas, Budapest, 2011
- Örökség; ford. F. Gyökös Eleonóra; Maecenas, Budapest, 2011
- Családi kötelékek; ford. F. Nagy Piroska; Maecenas, Budapest, 2011
- Anyák vétkei; ford. Kelly Ágnes; Maecenas, Budapest, 2012
- Árulás; ford. Szántó Veronika; Maecenas, Budapest, 2012
- Boldog születésnapot!; ford. Sóvágó Katalin; Maecenas, Budapest, 2012
- Vendôme Hotel; ford. F. Gyökös Eleonóra; Maecenas, Budapest, 2012
- Örök barátok; ford. F. Nagy Piroska; Maecenas, Budapest, 2013
- Az idők végezetéig; ford. F. Gyökös Eleonóra; Maecenas, Budapest, 2013
- A remény ajándéka. Angyalok a nagyvárosban; ford. Szántó Veronika; Maecenas, Budapest, 2013
- Hatalmi játszma; ford. Szerednyey Valéria; Maecenas, Budapest, 2014
- Első látásra; ford. Kelly Ágnes; Maecenas, Budapest, 2014
- Győztesek; ford. Lelik Krisztina; Maecenas, Budapest, 2014
- Színtiszta öröm. Szeretett kutyáink; ford. Szerednyey Valéria; Maecenas, Budapest, 2014
- A tékozló fiú; ford. F. Nagy Piroska; Maecenas, Budapest, 2015
- Pegazus; ford. Szerednyey Valéria; Maecenas, Budapest, 2015
- Egy tökéletes élet; ford. F. Nagy Piroska; Maecenas, Budapest, 2015
- Becses ajándékok; ford. F. Nagy Piroska; Maecenas, Budapest, 2016
- Blue; ford. Sóvágó Katalin; Maecenas, Budapest, 2016
- Rejtőzködve; ford. Sóvágó Katalin; Maecenas, Budapest, 2016
- Country; ford. F. Nagy Piroska; Maecenas, Budapest, 2016
- A kitüntetés; ford. F. Nagy Piroska; Maecenas, Budapest, 2017
- Egy nemes hölgy hagyatéka; ford. Szerednyey Valéria; Maecenas, Budapest, 2017
- Az apartman; ford. Sóvágó Katalin; Maecenas, Budapest, 2017
- Varázslat; ford. Szerednyey Valéria; Maecenas, Budapest, 2017
- Vad víz; ford. Kelly Ágnes; Maecenas, Budapest, 2017
- A hercegnő; ford. F. Gyökös Eleonóra; Maecenas, Budapest, 2018
- Mindennek ellenére; ford. Szerednyey Valéria; Maecenas, Budapest, 2018
- A szerető; ford. F. Nagy Piroska; Maecenas, Budapest, 2018
- Veszélyes játszmák; ford. Kelly Ágnes; Maecenas, Budapest, 2018
- A megfelelő idő; ford. F. Nagy Piroska; Maecenas, Budapest, 2018
- Kisemmizve; ford. F. Nagy Piroska; Maecenas, Budapest, 2019
- Múlhatatlan; ford. Bánki Bálint; Maecenas, Budapest, 2019
- Tündérmese; ford. Aczél Teodóra; Maecenas, Budapest, 2019
- A stáb; ford. F. Nagy Piroska; Maecenas, Budapest, 2019
- A helyzet magaslatán; ford. Aczél Teodóra; Maecenas, Budapest, 2019
- Csendes éj; ford. F. Nagy Piroska; Maecenas, Budapest, 2020
- Nemes harc; ford. F. Nagy Piroska; Maecenas, Budapest, 2020
- Apja nyomdokában; ford. F. Nagy Piroska; Maecenas, Budapest, 2020
- A kastély; ford. F. Nagy Piroska; Maecenas, Budapest, 2020
- Fordulópont; ford. F. Nagy Piroska; Maecenas, Budapest, 2021
- Elveszítve és megtalálva; ford. Sóvágó Katalin; Maecenas, Budapest, 2021
- Áldás álruhában; ford. F. Nagy Piroska; Maecenas, Budapest, 2021
- Fordulópont; ford. F. Nagy Piroska; Maecenas, Budapest, 2021
- Elveszítve és megtalálva; ford. Sóvágó Katalin; Maecenas, Budapest, 2021
- Gyerekjáték; ford. F. Nagy Piroska; Maecenas, Budapest, 2021
- A sötét oldal; ford. F. Nagy Piroska; Maecenas, Budapest, 2021
- Erkölcsi iránytű; ford. F. Nagy Piroska; Maecenas, Budapest, 2022
- Számjáték; ford. F. Nagy Piroska; Maecenas, Budapest, 2022
- Kém; ford. F. Nagy Piroska; Maecenas, Budapest, 2022